# المؤتمر الصحفي في فور سيزنز توتال لاندسكيبينغ
في 7 نوفمبر 2020، بعد مرور أربعة أيام على الانتخابات الرئاسية في الولايات المتحدة، استضاف رودي جيولياني، العمدة السابق لمدينة نيويورك ومحامي الرئيس دونالد ترامب، مؤتمرًا صحفيًا في فور سيزنز توتال لاندسكيبينغ، وهو شركة صغيرة في حي هولمسبورغ بالقرب من شمال شرق فيلادلفيا، بنسلفانيا. عُقد الحدث عند باب مرآب الشركة وموقف السيارات لمناقشة حالة التحديات القانونية التي تواجهها حملة ترامب في عملية فرز الأصوات في الولاية، حيث تحول تقدم الرئيس في بداية الانتخابات على جو بايدن إلى نقص حيث احتسبت الأصوات المرسلة بالبريد لفيلادلفيا، وهي مدينة ذات أغلبية ديمقراطية تاريخيًا. أدى الموقع المفاجئ للمؤتمر الصحفي، وهو شركة تنسيق حدائق محلية تقع على مقربة من متجر للبضائع الجنسية ومكان لإحراق الجثث، إلى تكهنات بأن حملة ترامب تهدف إلى حجز فندق فور سيزنز الراقي في فيلادلفيا، الذي يقع على بعد خمسة مربعات سكنية من مركز مؤتمرات بنسلفانيا، حيث فُرزت أصوات فيلادلفيا. بعد مرور وقت قصير على بدء جيولياني الحديث إلى المراسلين المجتمعين، توقعت وكالة أسوشييتد بريس فوز بايدن في تصويت بنسلفانيا وبالتالي في الانتخابات الرئاسية. وصفت العديد من القنوات الإخبارية الحدث بأنه يرمز إلى نهاية رئاسة ترامب، على الرغم من أنه لم يعلن هزيمته في الانتخابات ومن استمرار الإجراءات القانونية لحملته. وقد سخر الصحفيون ومستخدمو وسائل التواصل الاجتماعي من الحدث. وبحسب الأنباء التي وردت، أدى ذلك على انسحاب المحامين من الفريق القانوني الذي جمعته حملة ترامبب للطعن في نتائج الانتخابات. ردًا على المؤتمر الصحفي، أنشئت جولة خيرية تحت عنوان فور سيزنز، واستفادت شركة تنسيق الحدائق من الاهتمام الذي نالته مؤخرًا عن طريق بيع القمصان وغيرها من البضائع.

## الخلفية
بعد يوم الانتخابات في 3 نوفمبر 2020، بذل مسؤولو انتخابات فيلادلفيا جهودًا لعدّ الاقتراع الغيابي في مركز مؤتمرات بنسلفانيا في وسط المدينة، نظرًا إلى أن وسط مدينة فيلادلفيا معروف على المستوى المحلي. امتلأت شوارع المنطقة بالمتظاهرين المؤيدين لكل مرشح.
في 5 نوفمبر، حاول المتحدثان باسم الحملة كوري ليفاندوفسكي وبام بوندي التحدث إلى وسائل الإعلام خارج مركز المؤتمرات مباشرة حول حكم محكمة سمح لمراقبي الحملة بالوقوف بالقرب من طاولات الفرز. أذاع المتظاهرون المؤيدون لبايدن في الجوار أغنية «بارتي» لبيونسيه بصوت عال إلى درجة أنه لم يكن بالإمكان سماع بوندي. قرر ليفاندوفسكي أن حملة ترامب بحاجة إلى إيجاد مكان يكون فيه حدوث تشويش كهذا أمرًا مستبعدًا، في جزء من المدينة حيث كان الناخبون أكثر دعمًا لترشيح ترامب.
في وقت باكر من يوم 7 نوفمبر، وضع ترامب في تغريدة على تويتر «فور سيزنز» كموقع للمؤتمر الصحفي. بعد ذلك بوقت قصير، أطلق ترامب تغريدة أخرى موضحًا أن المكان كان فور سيزنز توتال لاندسكيبينغ. بحسب صحيفة نيويورك تايمز، كان فريق ترامب يعتزم عقد المؤتمر الصحفي في لاندسكيبرز، إلا أن الرئيس كان يعتقد أنهم كانوا يقصدون فندق فور سيزنز الراقي في فيلادلفيا في وسط المدينة. كتبت صحيفة نيويورك تايمز: «في الواقع، لم يكن الخطأ في الحجز، بل في لعبة هاتف مشوشة». عند الساعة 10:45 صباحًا، تحقق الفندق من أن الحدث كان في لاندسكيبيرز.
ذكر مراسل قناة بي بي إس دانييل بوش أن ممثل شركة لم يذكر اسمه أخبره أن حملة ترامب قد أجرت اتصالًا وذكرت أن موقعهم «كان على مقربة من مخرج عند آي-95، وأنه كان آمنًا، ولهذا السبب أرادوا استخدامه». ذكر زعيم الجناح الجمهوري المحلي لصحيفة فيلادلفيا إنكوايرر إنه لم يبلَّغ مسبقًا وأن لا ماري سيرافو مالكة فندق فورسيزنز ولا أي شخص في عائلتها منخرط بشكل خاص في السياسة المحلية. كانت قد أعربت عن دعمها لترامب على صفحة على موقع فيسبوك في أغسطس، لكنها لم تكن صريحة بما يكفي، فقد قالت «لسنا بحاجة إلى دعوته لتناول العشاء».
كُشف لاحقًا أنه قبل ساعة من الإعلان عن الحدث للمرة الأولى، اتصل أحد موظفي ترامب بمدير المبيعات في فورسيزنز توتال لاندسكيبينغ، شون ميدلتون، ليسأل عما إذا كانت الشركة مستعدة لاستضافة مؤتمر صحفي. بعد الموافقة للحملة إلى إلقاء نظرة، توجه ميدلتون إلى المكان للقاء مايكل سيرافو، مدير العمليات وابن ماري سيرافو. استمر الاجتماع نحو عشر دقائق، وحينها حُدد المكان.

## الحدث
استرعى الحي المجاور انتباه الصحفيين الذين وصلوا. ذكرت صحيفة إندبندنت البريطانية: «في ذلك الجزء من المدينة، والذي يوجد في كل مدينة، تجمعت الشركات التي لا يحق لها التجمع معًا لسبب أو لآخر، وعادة ما يكون ذلك للإيجار الرخيص». يقع فندق فور سيزنز في نفس المبنى الذي يوجد فيه متجر للبضائع الجنسية وقبالة شارع لإحراق جثث. قبل بدء المؤتمر الصحفي، أعلن أحد الصحفيين أن قناة سي إن إن توقعت للتو فوز بايدن. ولم يقدم جيولياني أيضًا أي تفسير لسبب عقد المؤتمر الصحفي في ذلك المكان.
في ساحة ركن السيارات التابعة لفندق فور سيزنز، وبمساعدة كوي ليفاندوفسكي وبام بوندي، نُصب منبر أمام باب مرآب مغطى بعلامات حملة ترامب باللونين الأحمر والأزرق. رُكبت مكبرات صوت وميكروفون. جاء جيولياني وليفاندوفسكي مع مجموعة من الأشخاص ذكر جيولياني أنهم مراقبون للاقتراع قالوا إنهم مُنعوا من مراقبة إجراءات الفرز بشكل صحيح. في إشارة على مراقبي الاستطلاع، قال جيولياني «هذان شخصان أو ثلاثة أشخاص فقط من نحو 50 شخصًا حتى الآن ممن قدموا لنا تصريحات وإفادات وتسجيلات». سيكون لدينا العديد من الشهود. كان من بين الحضور أيضًا صديق لجيولياني، بيرنارد كيريك الذي كان قد تلقى مؤخرًا عفوًا رئاسيًا شاملًا لجنح من بينها الاحتيال الضريبي والكذب على موظفي البيت الأبيض. خلال المؤتمر الصحفي، بينما كان جيولياني يصرح بمدى قوة قضيتهم، قاطعه أحد المراسلين ليقول إن جميع الشبكات الإخبارية الرئيسية تنضم الآن إلى توقع فوز بايدن. سأل جيولياني «أي شبكات!؟»، رد مراسل سكاي نيوز مارك ستون قائلًا «جميعها». عندها رد جيولياني بالنظر إلى السماء واتخذ وضعية صلب ساخرة قائلًا «بالله عليك، لا تكن سخيفًا، شبكات الأخبار لا تحدد النتائج، المحاكم تقوم بذلك». أعرب جيولياني أيضًا في إشارة إلى ترامب أنه «من الواضح أنه لن يقر بالهزيمة حين يشك بأمر ما لا يقل عن 600 ألف صندوق اقتراع». أثناء حديثه، بدأ بعض المراسلين بتوضيب معداتهم والمغادرة، قبل أن ينتهي وقبل أن يتحدث مراقبو الاقتراع. 

## ادعاءات
قال جيولياني أن فيلادلفيا «لديها تاريخ حزين من تزوير الناخبين» بما في ذلك بطاقات الاقتراع التي قُدمت من قبل موتى، وذكر بشكل خاص الملاكم جو فرايزر ووالد الممثل ويل سميث. سرعان ما رُفضت الادعاءات، التي من المحتمل أن تكون قد أتت من مدونة مؤيدة لترامب في اليوم السابق للحدث، من قبل مسؤولي فيلادلفيا. بعد النظر في قضيتي فرايزر وسميث إضافة إلى قائمة أخرى من القضايا، ذكر مفوض المدينة الجمهوري آل شميدت لمراسلة البيت الأبيض كايتلان كولينز أن «أحدًا لم يصوت في فيلادلفيا بعد وفاتهم».
دون أن يذكر مبلغًا محددًا، تحدث جيولياني أيضًا أنه «ثمة بالتأكيد دليل كاف لاستبعاد عدد معين من أوراق الاقتراع»